# Raymond Hood
Raymond Hood (Pawtucket, 29 de març de 1881- Stamford (Connecticut), 14 d'agost de 1934) va ser un arquitecte estatunidenc que va sobresortir com a autor de diversos gratacels emblemàtics, entre els més representatius de l'estil Art déco.
Formant equip amb John Mead Howells, l'any 1922 va guanyar el famós concurs de projectes per a la Tribune Tower de Chicago, un gratacels d'estil neogòtic. Howells i Hood van seguir treballant conjuntament a Nova York en l'American Radiator Building (1924) i al Daily News Building (1929-30). En aquesta darrera obra ja es manifesta clarament l'estil Art déco amb què culmina la seva trajectòria en edificis com el McGraw-Hill Building del carrer 42 (1931) i sobretot en la seva intervenció al Rockefeller Center, on va liderar l'equip d'arquitectes responsables de la planificació del complex i on va firmar el projecte de l'edifici principal, el GE Building.